# Dialectes du suédois
Le suédois, comme la plupart des langues nationales de l'Europe connaît un très grand nombre de variantes différentes, appelées dialectes. Parmi ces dialectes, on distingue le plus souvent six grands groupes : 
- Le norrlandais, les dialectes du Norrland (Norrländska mål) ;
- Le svealandais, les dialectes du Svealand (Sveamål) (n'y sont pas compris les dialectes du Värmland qui sont plus proches des dialectes du Götaland méridional) ;
- Le gotlandais, les dialectes du Gotland (Gotländska mål) ;
- Le götalandais, les dialectes du Götaland (Götamål) (y sont compris aussi les dialectes du Värmland, mais non pas les dialectes des anciennes provinces danoises: la Scanie, le Blekinge et le Halland, ni les dialectes de l'île de Gotland) ;
- Le suédois méridional, les dialectes du sud de la Suède (Sydsvenska mål) ;
- Le suédois oriental, les dialectes du suédois parlés largement sur la côte ouest de la Finlande (en Ostrobotnie et Åland) aussi bien qu'à la paroisse estonienne de Noarootsi, Nuckö (Östsvenska mål).

Comme les dialectes du norvégien et du danois, les dialectes du suédois plongent leurs racines dans le vieux norrois. En effet, les frontières linguistiques séparant les langues scandinaves restent très floues. Pour cette raisons, les dialectes des provinces suédoises voisines avec la Norvège et le Danemark pourraient aussi bien être considérés comme des dialectes du norvégien ou du danois. C'est au moins le cas pour les variantes les moins influencées par le suédois standard parlées en Bohuslän (ancienne province de la Norvège) et en Scanie (ancienne province du Danemark). La frontière linguistique entre le suédois et le finnois, par contre, est très marquée, le finnois n'étant pas une langue indo-européenne, mais finno-ougrienne.
Pour des raisons à la fois historico-politiques et linguistiques, on considère souvent les dialectes les plus archaïques du Gotland comme des variantes d'une langue distincte, le Gutnisk. Parmi les différents types du suédois parlé, il y a cependant d'autres dialectes qui apparaissent comme aussi éloignés de la langue standard que les dialectes de Gotland, notamment en Dalécarlie, en Norrbotten et en Österbotten. Celui d'Älvdalen en Dalécarlie est souvent considéré comme le plus archaïque et le plus difficile à comprendre (à beaucoup d'égards, il reste proche du vieux norrois).
De nos jours, les différents dialectes suédois tendent cependant à se rapprocher de plus en plus du standard, le Rikssvenska (ou pour la variante parlée en Finlande, le Högsvenska). Le nombre de personnes se servant d'un dialecte qui pose aux autres suédophones de véritables problèmes de compréhension est devenu très limité.
La très vaste majorité des Suédois d'Estonie ont quitté leur pays lors de l'occupation de l'Estonie par l'Union soviétique.
Les enregistrements ci-dessous ont été effectués dans le cadre d'un projet de recherche visant à documenter la langue suédoise telle qu'elle est parlée au début du XXIe siècle en Suède et en Finlande. Ces recherches ont été réalisées par l'Université d'Umeå.

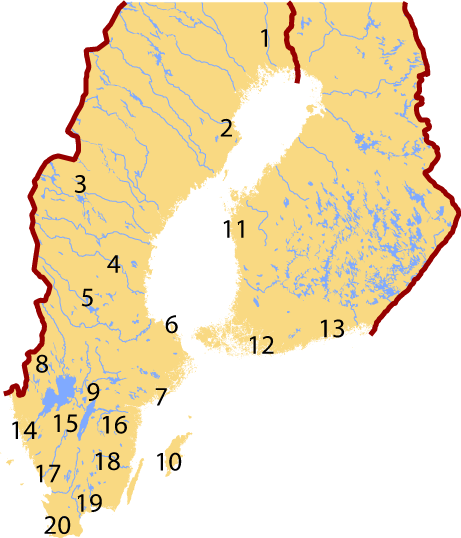
Carte des dialectes suédois

- Le norrlandais — les dialectes du Norrland

1. Överkalix, Norrbotten; jeune femme
2. Burträsk, Västerbotten; femme âgée
3. Aspås, Jämtland; jeune homme
4. Färila, Hälsingland; homme âgé
- Le svealandais — les dialectes du Svealand (à l'exception de ceux de la province du Värmland)

5. Älvdalen, Dalarna; femme âgée
6. Gräsö, Uppland; homme âgé
7. Sorunda, Södermanland; jeune homme
9. Viby, Närke; homme âgé
- Le gotlandais ou le gutnisk — les dialectes du Gotland

10. Sproge, Gotland; jeune femme
- Le suédois oriental — les dialectes de l'Åland et de la Finlande suédophone

11. Närpes, Österbotten; jeune femme
12. Dragsfjärd, Åboland; homme âgé
13. Borgå, Nyland; jeune homme
- Le götalandais — les dialectes de la partie nord et ouest du Götaland et de tout le Värmland

8. Köla, Värmland jeune femme
14. Orust, Bohuslän; homme âgé
15. Floby, Västergötland; femme âgée
16. Rimforsa, Östergötland; femme âgée
18. Stenberga, Småland; jeune femme
- Le suédois méridional — les dialectes de la partie la plus méridionale de la Suède

17. Årstad-Heberg, Halland; jeune homme
19. Jämshög, Blekinge; femme âgée
20. Bara, Skåne; homme âgé